# Mitsubishi Dion
La Mitsubishi Dion è una autovettura prodotta dalla casa automobilistica giapponese Mitsubishi Motors dal 2000 al 2005.

## Descrizione
Dopo essere stata esposta al salone di Tokyo del 1999, è stata presentata ufficialmente il 25 gennaio 2000.
Realizzata sulla stessa piattaforma allungata delle contemporanee Lancer/Mirage, la vettura è una monovolume con sette posti in configurazione 2-3-2. Il nome deriva dal dio della mitologia greca Dioniso. Nel maggio 2002 la vettura è stata sottoposta ad restyling.
Al lancio erano disponibili un motore a quattro cilindri in linea da 2,0 litri con 135 CV (99 kW), da 1,8 litri GDI ad iniezione diretta di benzina con la stessa potenza e un motore da 2,0 litri GDI con 165 CV (121 kW).